# Лучази

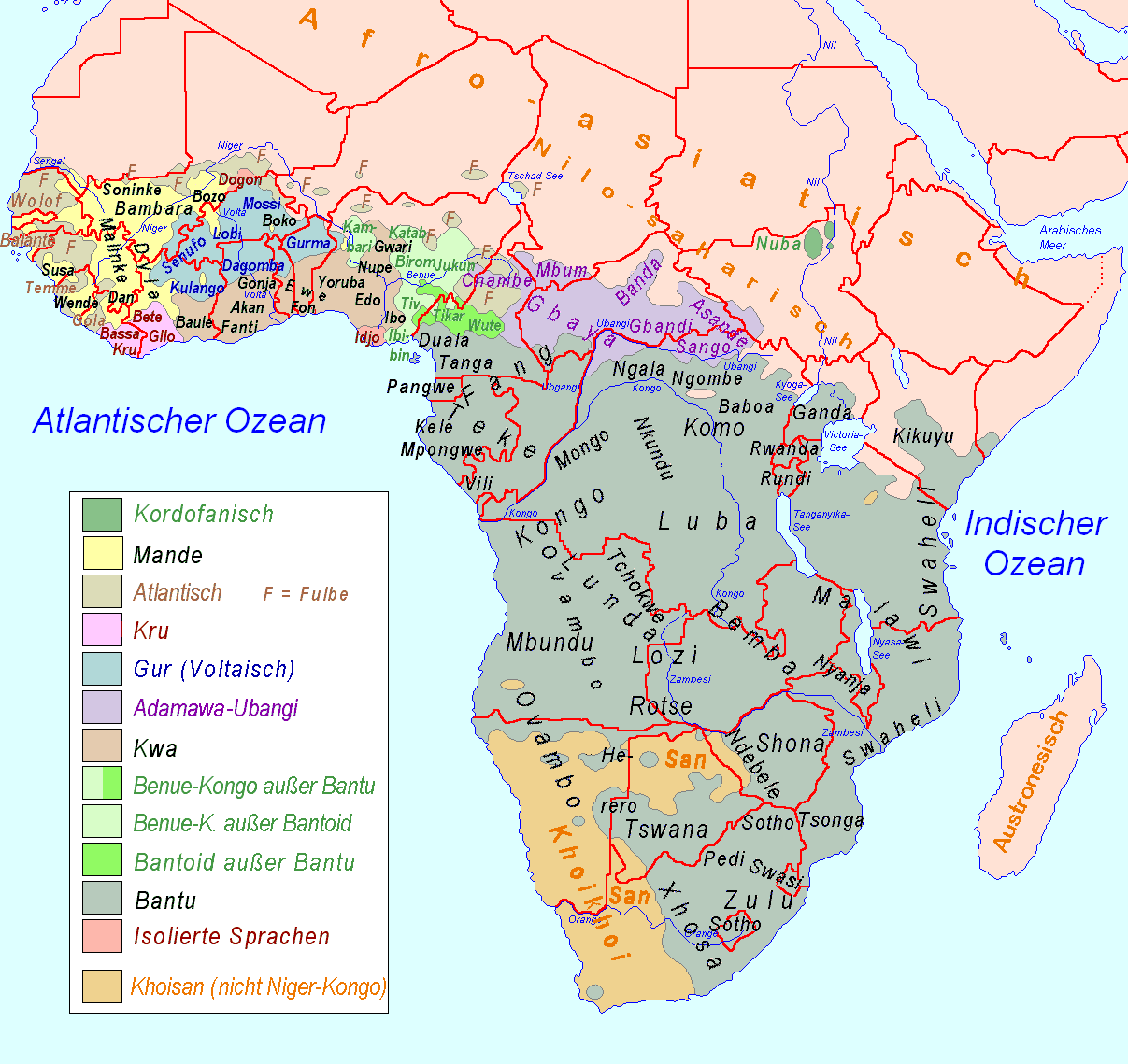

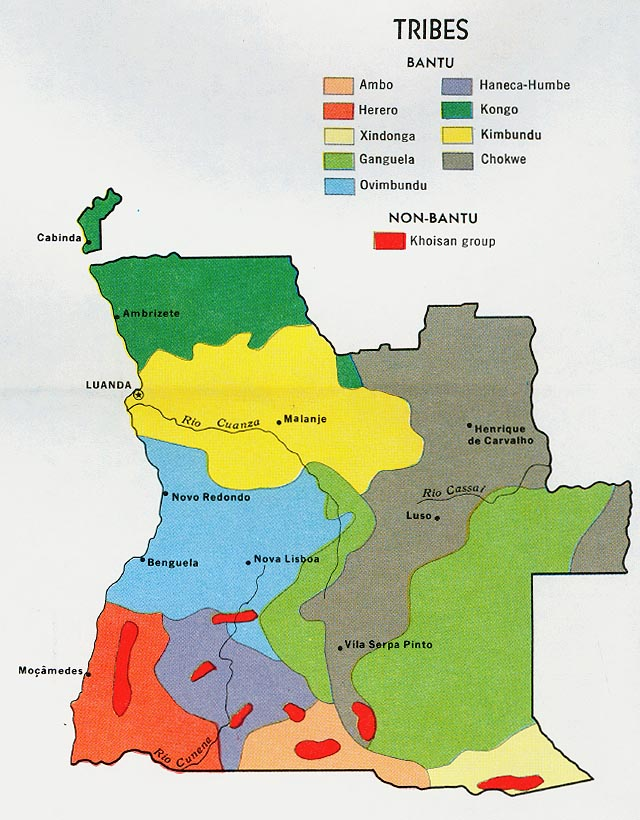
Этнический состав страны

Луча́зи — народ группы банту, проживающий в Анголе, Заире и Замбии (в междуречье Кванго и Лунгвебунгу, в среднем течении реки Кабомпо). Общая численность составляет 517 000. Входит в этническую группу банту. К лучази близки луимбе (валуимби), мбунду (амбунду). Говорят на языке чилучази. Придерживаются традиционных верований — культы предков и одушевлённых сил природы, магия, ведовство.

## История
Лучази тесно связаны с народами Чокве и Лунда, и их истории взаимосвязаны, из-за политических движений, происходивших в период с 1600 по 1850 года. В данный период народы лучази и чокве находились под влиянием лунда и были расположены в центре Анголы. Тем не менее, во второй половине XIX столетия, происходит значительное развитие торговых путей на территории проживания лучази и чокве, вследствие чего произошёл резкий экономический подъём, повлёкший за собой освобождение от зависимости лучази и чокве от лунда.

## Политическая система
Лучази не признают верховного лидера, тем не менее подчиняются местным руководителям, которые наследуют пост местного руководителя от дяди по материнской линии. Руководители консультируются с комитетом старших и ритуальных специалистов перед принятием решений. Деревни разделены на секции, которые управляются семейными главами. Все члены общества лучази разделены на две категории, те которые наследовали власть по материнской линии, и те кто происходят от бывшего порабощённого населения.

## Занятия
Основные занятия — тропическое подсечно-огневое ручное земледелие. Выращиваемые культуры — просо, сорго, арахис, кукуруза, овощи. Занимаются скотоводством-разводят крупный и мелкий рогатый скот, свиньи, охотой и рыболовством. Развиты художественная резьба по дереву (статуэтки людей и животных, ритуальные маски), плетение циновок с геометрическим орнаментом, обработка металла.

## Семья
Поселения круговой планировки, с общинным «домом собраний» в центре. Жилище квадратное, иногда круглое, стены каркасные, из кольев, оплетённых прутьями и обмазанных глиной, иногда расписаны геометрическими узорами, крыша, как правило, соломенная. Зернохранилища расположены на подставках с коническими соломенными крышами.

## Пища
Пища растительная: каши и похлёбки с острыми приправами, реже свинина и молоко.

## Искусство
Развит музыкальный фольклор и изготовление масок. Последние использовались в различных обрядах посвящения.

## Медицина
Как и с другими народами банту, медицина была связана с религией лучази. Практикуются различные способы исцеления- с помощью трав, заклинаний, а также смешанные, то есть с помощью трав и заклинаний одновременно. Но всё-таки традиционная медицина стала реже использоваться, это вызвано притеснениями португальцев традиционной религии.